# Castello di Biljoen

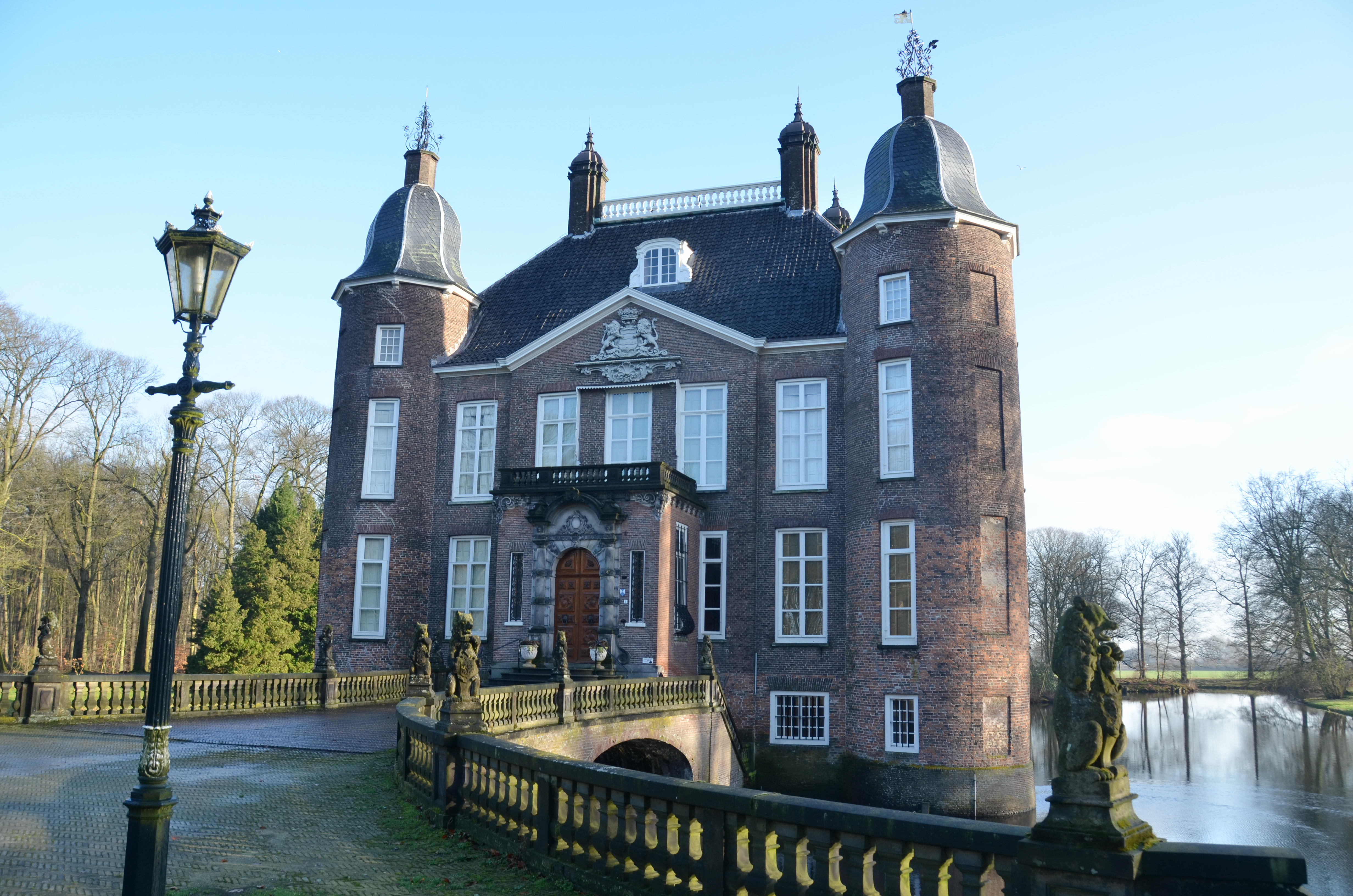
L'ingresso del castello di Biljoen

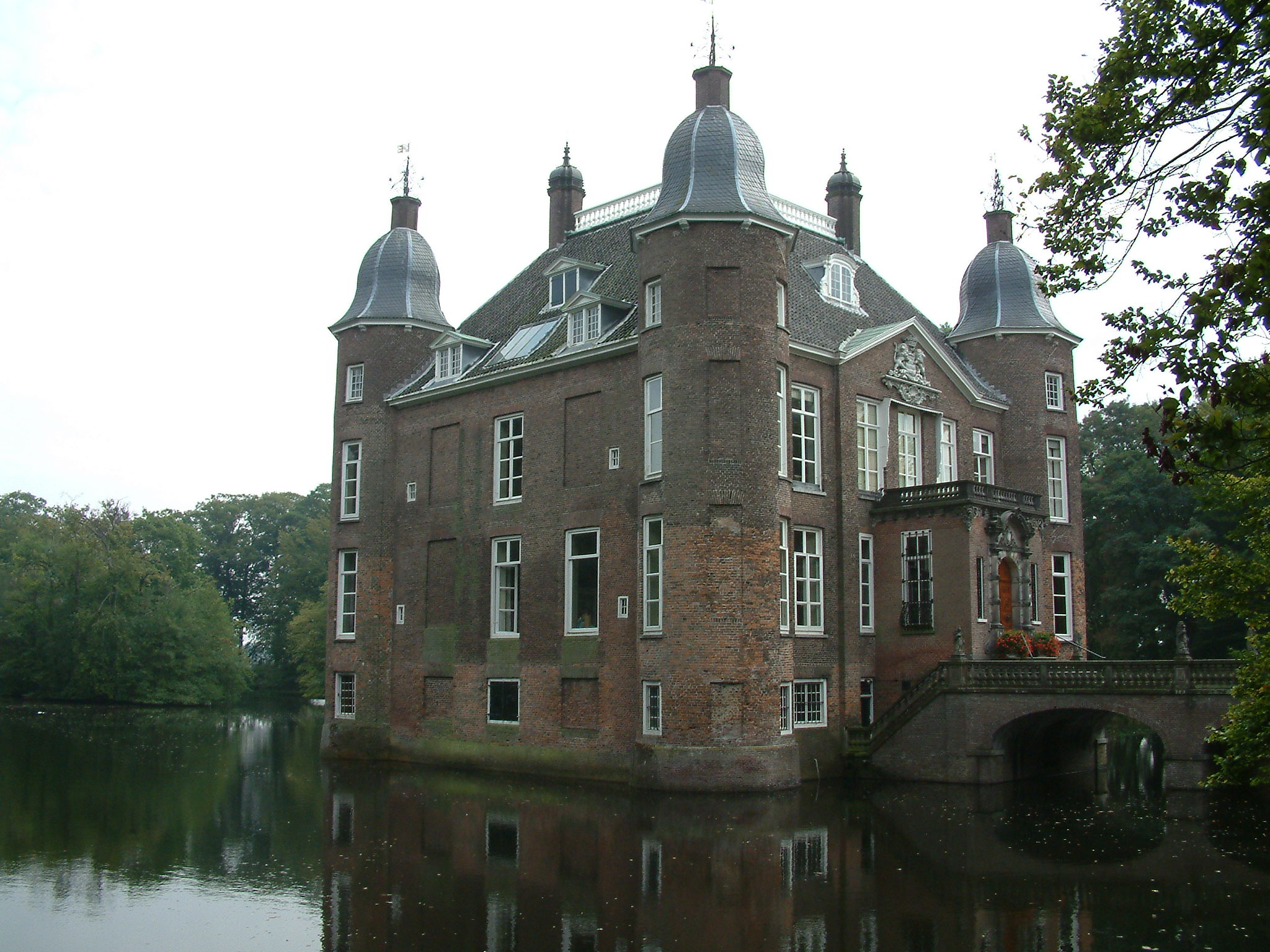
Un'ala del castello

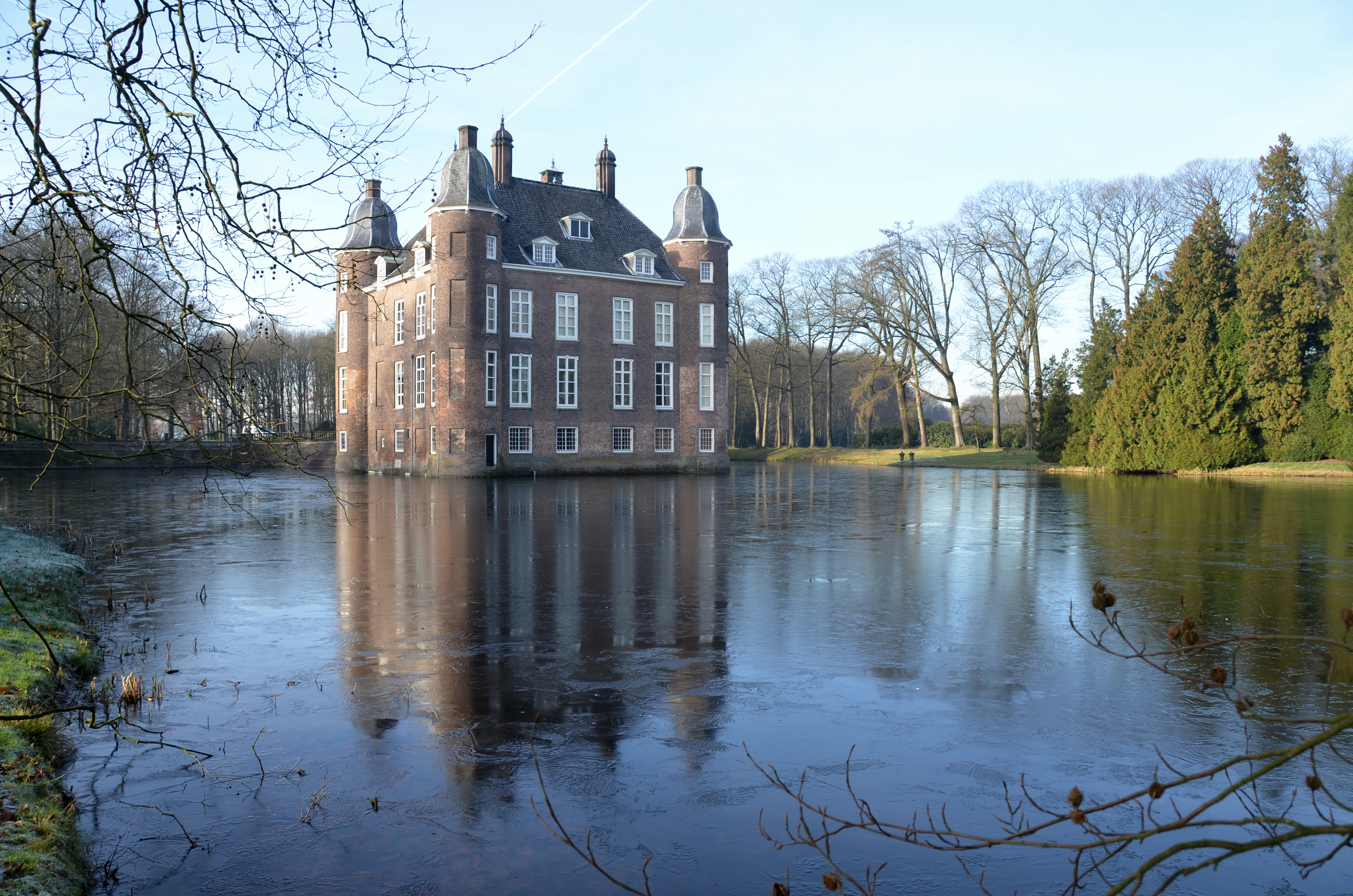
Veduta del castello di Biljoen circondato dal fiume ghiacciato

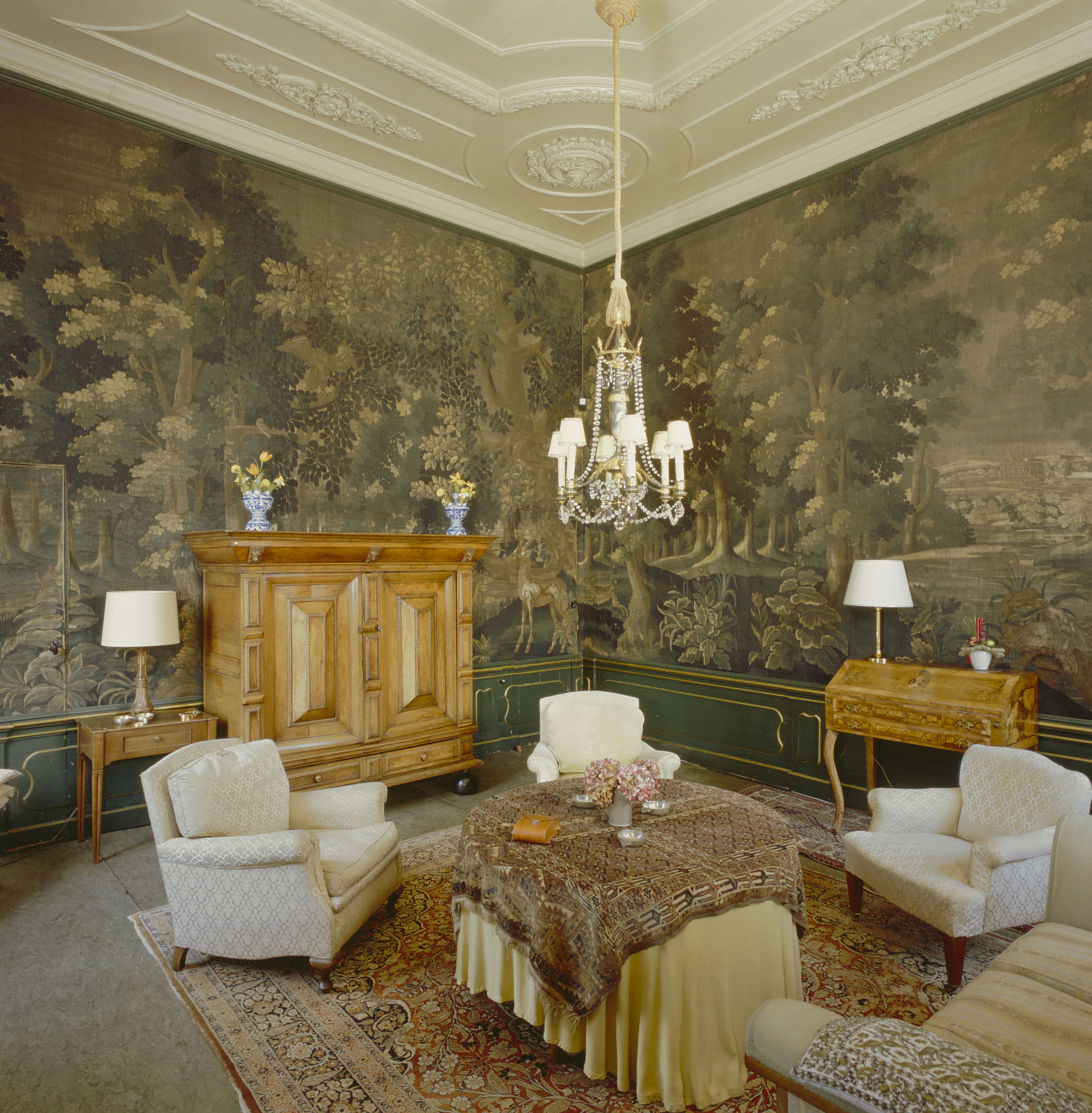
Una stanza del castello

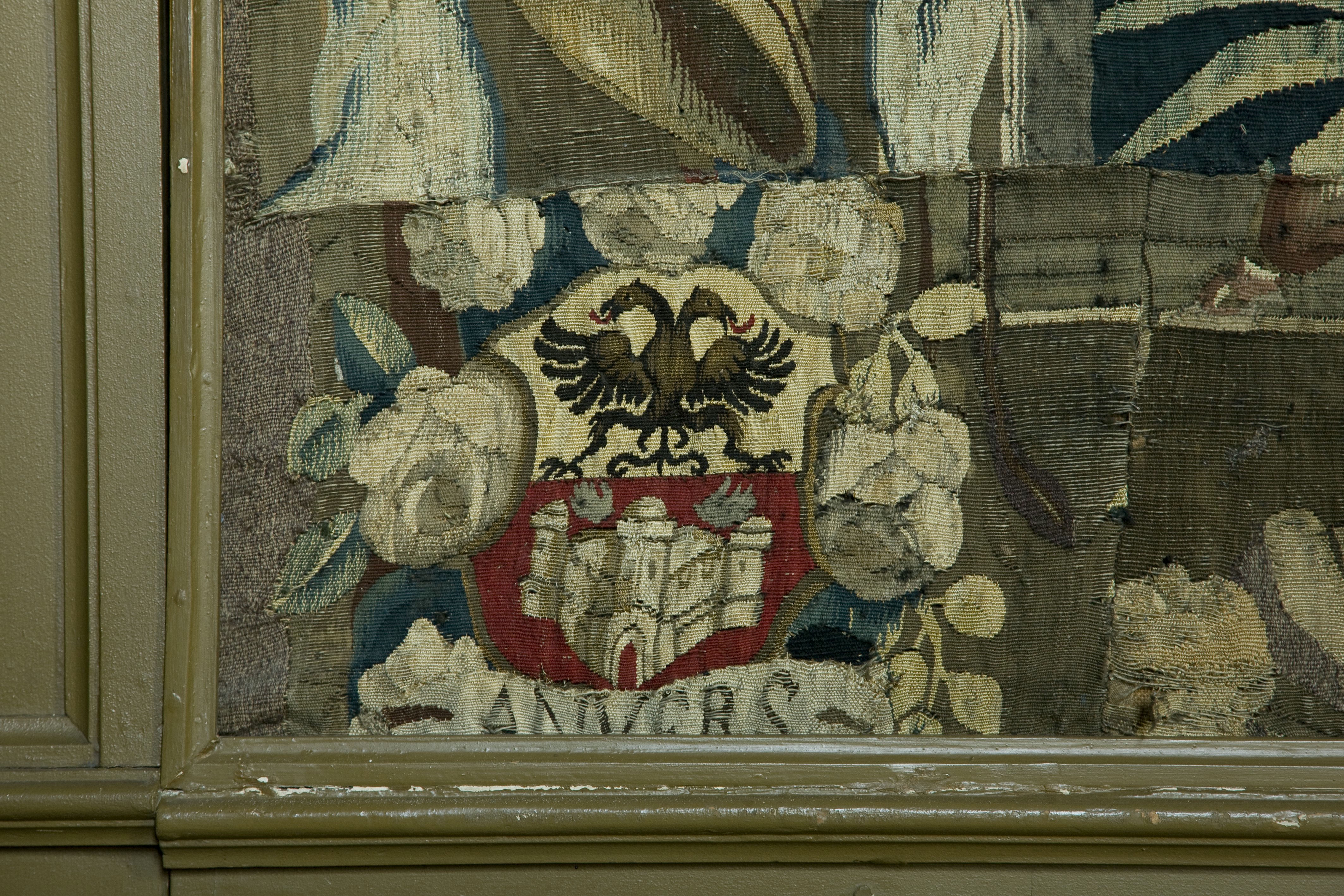
Arazzo all'interno del castello

Il castello di Biljoen (in olandese: Kasteel Biljoen)  è un castello sull'acqua della cittadina olandese di Velp (comune di Rheden, provincia della Gheldria), realizzato all'interno della tenuta di Biljoen negli anni trenta del XVI secolo per volere di Carlo di Gheldria e successivamente rimodellato nella metà del XVII secolo (in gran parte), nel XVIII e nel XIX secolo.
Il castello e la tenuta di Biljoen sono di proprietà della Geldersch Landschap & Kastelen.

## Storia
La tenuta di Biljoen, che in origine era nota come "Broekerhoef" o "Broeckerhove" (in latino: curtis Bruoche), venne inaugurata nel 1070:  la tenuta era stata donata da Hendrik IV al capitolo di San Pietro di Utrecht. Già nel 1076 era forse presente all'interno della tenuta una residenza (probabilmente non un vero e proprio castello), che si ergeva al confine tra le colline della Veluwe e il corso del fiume IJssel, sin dal 1076.
La tenuta di Broekerhoef venne quindi acquistata nel 1530 ca. da Hendrik de Graaf, che la cedette a sua volta a Karel van Egmond, duca di Geldria.  Quest'ultimo fece realizzare all'interno della tenuta un edificio: per costruira, venne utilizzato del materiale proveniente da un edificio in rovina, il castello di Overhaagen.; e fu lo stesso Karel van Egmond a chiamare la tenuta "Biljoen", come il nome dell'area ad essa adiacente.
Cinque anni dopo, la tenuta e il castello di Biljoen cambiarono nuovamente proprietario e finirono nelle mani di Roelof van Lennep, un militare originario di Middelaar, che aveva il titolo di landdrost.
Il castello e la tenuta di Biljoen rimasero quindi per circa un secolo di proprietà della famiglia Van Lennep, segnatamente fino al 1661, quando ne divenne proprietario Alexander, signore di Spaen.   Quest'ultimo fece progettare una grande sala al piano terra.
Nel 1672, il castello venne assediato dalle truppe francesi su ordine di re Luigi XIV. Sempre nella seconda metà del XVII secolo, il castello di Biljoen venne ulteriormente modificato, con l'aggiunta di quattro torri gemelle.
Gli interni e i giardini del castello furono quindi sensibilmente rimodellati nel corso del XVIII secolo: la ristrutturazione fu ispirata da un viaggio a Roma dell'allora proprietario.
Nel 1849, si trasferì nel castello di Biljoen la regina Anna Pavlovna Romanova, appena rimasta vedova di re Guglielmo II dei Paesi Bassi: la regina rimase a Biljoen per circa un anno.
Nel frattempo, nel 1848, il castello era stato ereditato da Johan Frederik Willem Karel, barone di Hardenbroek. Nel periodo in cui fu proprietario del castello Johan, barone di Hardenbroek, segnatamente negli anni sessanta del XIX secolo, il castello venne ulteriormente ristrutturato negli anni sessanta del XIX secolo: durante quest'opera di ristrutturazione, l'entrata della facciata principale venne rimodellata in stile rinascimentale su progetto dell'architetto L.H. Eberson.
Lo stesso Johan van Hardenbroek trasferì una collezione d'arte all'interno del castello, che divenne così un museo. Van Hardenbroek rimase proprietario del castello di Biljoen fino al 1872, anno in cui ne cedette la proprietà alla famiglia Lüps.

## Architettura
Il castello si erge all'interno di una tenuta di 162 ettari.
Il castello è circondato da ghiacciaie, vasi da giardino del XVIII secolo.
All'interno della grande sala in stile neoclassico, si trovano degli stucchi realizzati sulla base di alcuni incisioni di G.B. Piranesi e che raffigurano scene dell'Antica Roma.

## Leggenda
Riguardo al castello circola una leggenda riguardante una certa An, detta la "bella An", figlia di un signore di Velp, che aveva una relazione con un nobile residente a Biljoen, dal quale fu rapita e che infine annegò all'interno della tenuta in circostanze misteriose.